# Rožmberská brána
Rožmberská brána (též severní nebo hlavní brána) je hlavní vstupní branou do areálu Vyšebrodského kláštera, který je jednou z národních kulturních památek v okrese Český Krumlov. Rožmberská brána patří mezi téměř stovku památkově chráněných objektů, které jsou součástí areálu cisterciáckého kláštera ve Vyšším Brodě. Klášterní areál, zapsaný v Ústředním seznamu kulturních památek České republiky, byl prohlášen za národní kulturní památku v roce 1995. Rožmberská brána je v rámci regionu unikátní především svou renesanční výzdobou, která byla objevena a zrestaurována během rekonstrukce v letech 2014–2016.

## Historie
Vyšebrodský klášter založil v roce 1259 po předchozím jednání s představiteli cisterciácké generální kapituly v trapistickém opatství Citeaux poblíž francouzského Dijonu Vok I. z Rožmberka, syn zakladatele rodu Vítkovců Vítka z Prčice. Vok I. z Rožmberka byl za vlády krále Přemysla Otakara II. nejvyšším českým maršálkem. 

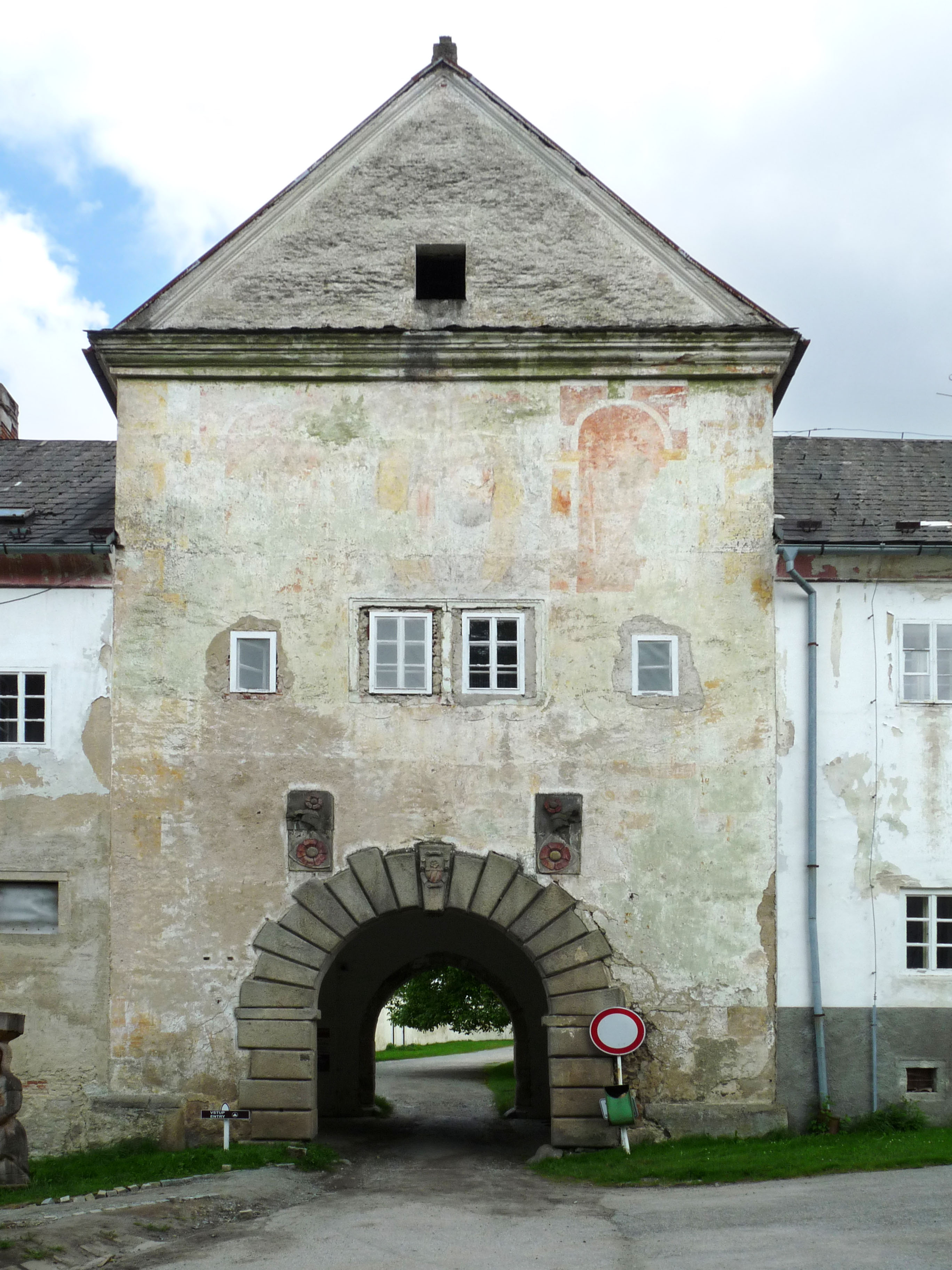
Stav Rožmberské brány před rekonstrukcí

Rozlehlý klášterní areál, postavený na návrší na pravém břehu Vltavy, byl obehnán hradbou s válcovými věžemi a baštami. Z tohoto opevnění po osmi staletích zbyla jen jeho severní strana s hlavní vstupní branou a částečně také strana východní. Zmíněná hlavní vstupní brána zvaná Rožmberská se do 21. století dochovala v podobě, odpovídající renesanční přestavbě některých klášterních objektů včetně klášterního konventu, která zde proběhla v 16. století.
Vyšebrodský klášter během staletí prošel mnoha změnami, ve 20. století byl dvakrát zrušen a nebyl daleko od zkázy - poprvé se tak stalo za německé okupace po připojení části jižních Čech k říšské župě Oberdonau, a podruhé o několik let později, kdy po vyhnání řeholníků německé národnosti, kteří se do Vyššího Brodu nakrátko vrátili po skončení druhé světové války, byl v roce 1950 klášter násilně obsazen představiteli komunistického režimu.
Příslušníci cisterciáckého řádu se do Vyššího Brodu opět vrátili až po sametové revoluci v roce 1990. Postupně zde byla obnovena mnišská komunita a řeholní život, takže Vyšebrodský klášter je jediným stále funkčním cisterciáckým klášterem v České republice. Příslušníci cisterciáckého řádu se od devadesátých let 20. století věnovali s pomocí komunit z rakouských klášterů a s přispěním četných donátorů, zejména zahraničních, také obnově zdejšího materiálního dědictví a záchraně kulturních památek. Byly opraveny střechy všech budov a byl zřízen dobře zabezpečený depozitář pro restituované klášterní sbírky a archiválie. V období let 1995 až 1999 byla obnovena klášterní zahrada a konventní budovy s celami. Byl zde také vybudován nový vodovod.

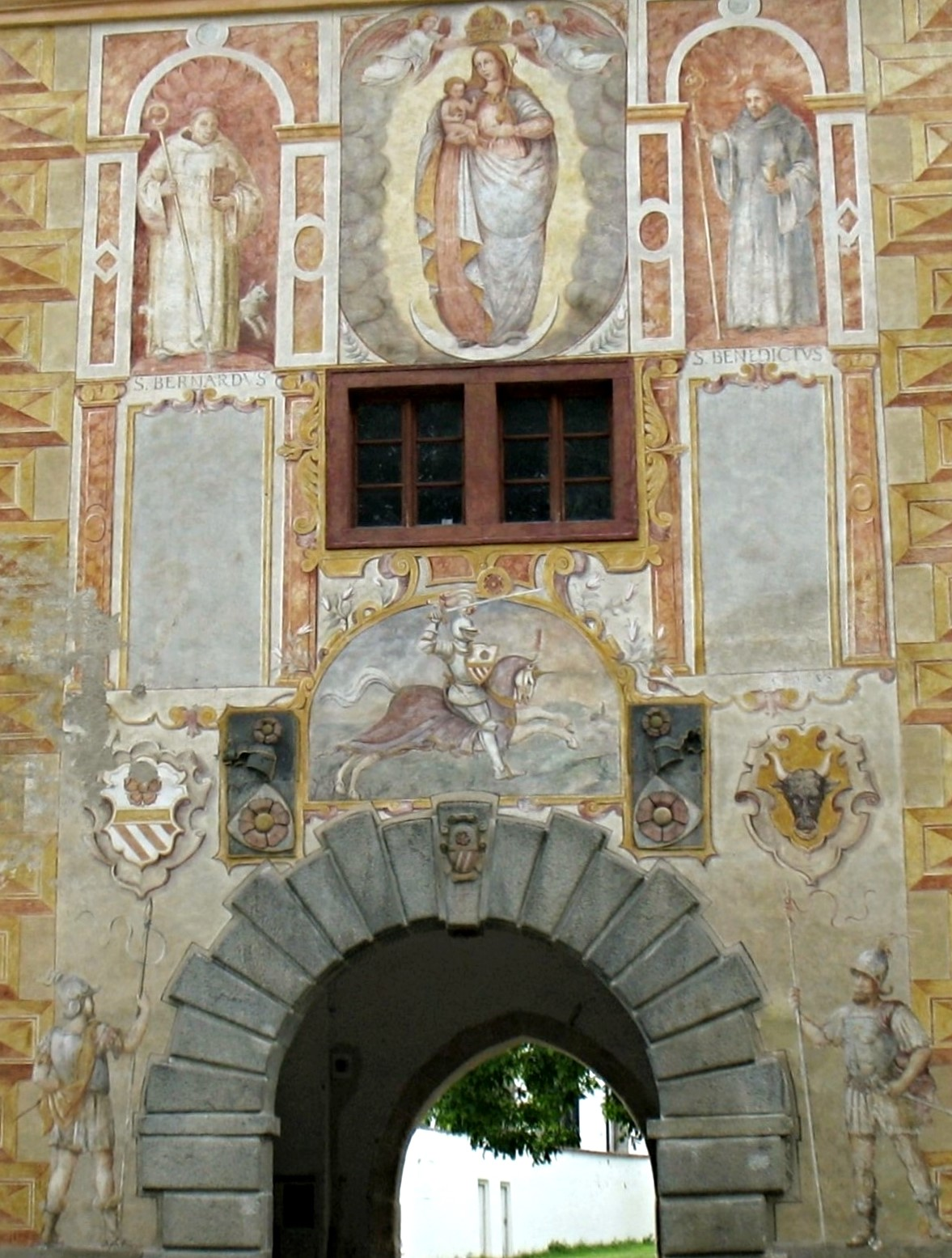
Výzdoba čelní strany brány

První etapa rekonstrukce Rožmberské brány proběhla v roce 2014. Během oprav byly nečekaně odkryty velice hodnotné renesanční fresky na čelní fasádě brány. V květnu 2015 skončilo restaurování hlavního průčelí středověké vstupní brány osazením dvoukřídlých malovaných renesančních vrat s rožmberskými erby pětilisté růže a nákladným kováním, která dosud byla považována za ztracená, ale pak byla náhodně nalezena v jednom místním domě. Podle dendrochronologické analýzy byla tato historická vrata vyrobena ze smrků, pokácených někdy po roce 1625. Zároveň bylo provedeno také odvodnění přilehlých pozemků. Vznik renesančních fresek, pokrývajících čelní i vnitřní fasádu brány, byl stanoven na dobu kolem roku 1590. V roce 2016 byla s přispěním prostředků z Programu záchrany architektonického dědictví restaurována i vnitřní strana brány včetně nástěnných maleb.
Zdařilá rekonstrukce renesančních vrat a fresek Rožmberské brány byla v roce 2016 navržena za Jihočeský kraj na Cenu Národního památkového ústavu Patrimonium pro futuro v kategorii Obnova památky, restaurování.

## Popis
Brána s bosovaným renesančním portálem stojí na severním okraji areálu Vyšebrodského kláštera v jedné linii s pozůstatky klášterního opevnění. V průjezdu se zachovala gotická sedilia. 

### Renesanční malby
Ikonograficky bohatá výzdoba čelní strany brány připomíná založení Vyšebrodského kláštera ve 13. století a zároveň je oslavou rožmberského rodu a jeho představitelů, reprezentovaných Vilémem z Rožmberka (1535–1592), který nechal výzdobu zhotovit, a jeho čtvrtou manželkou Polyxenou z Pernštejna. 
Výzdobě na vstupní straně dominuje zhruba tři metry vysoký obraz Panny Marie, která je zde zpodobněna jako Assumpta (Nanebevzatá), stojící na půlměsíci a obklopená září. Obraz Panny Marie, která je patronkou cisterciáckého řádu, po stranách doplňují postavy dvou řádových světců, svatého Bernarda a svatého Benedikta. V dolní polovině brány je nad vstupem do průjezdu obraz tzv. Rožmberského jezdce, doprovázený erby rožmberského vladaře Viléma z Rožmberka a jeho ženy Polyxeny z Pernštejna. Do této výzdoby byly zakomponovány i původní kamenné rožmberské erby, které zdobily bránu již od 14. století.
Vstup do kláštera střeží postavy dvou ozbrojenců. Zbrojnoši připomínají svou výstrojí římské vojáky, což může odkazovat na mýtus o spříznění Rožmberků s italským šlechtickým rodem Orsiniů. Autorem výzdoby Rožmberské brány mohl pravděpodobně být rožmberský dvorní malíř Bartoloměj Beránek, zvaný Jelínek.

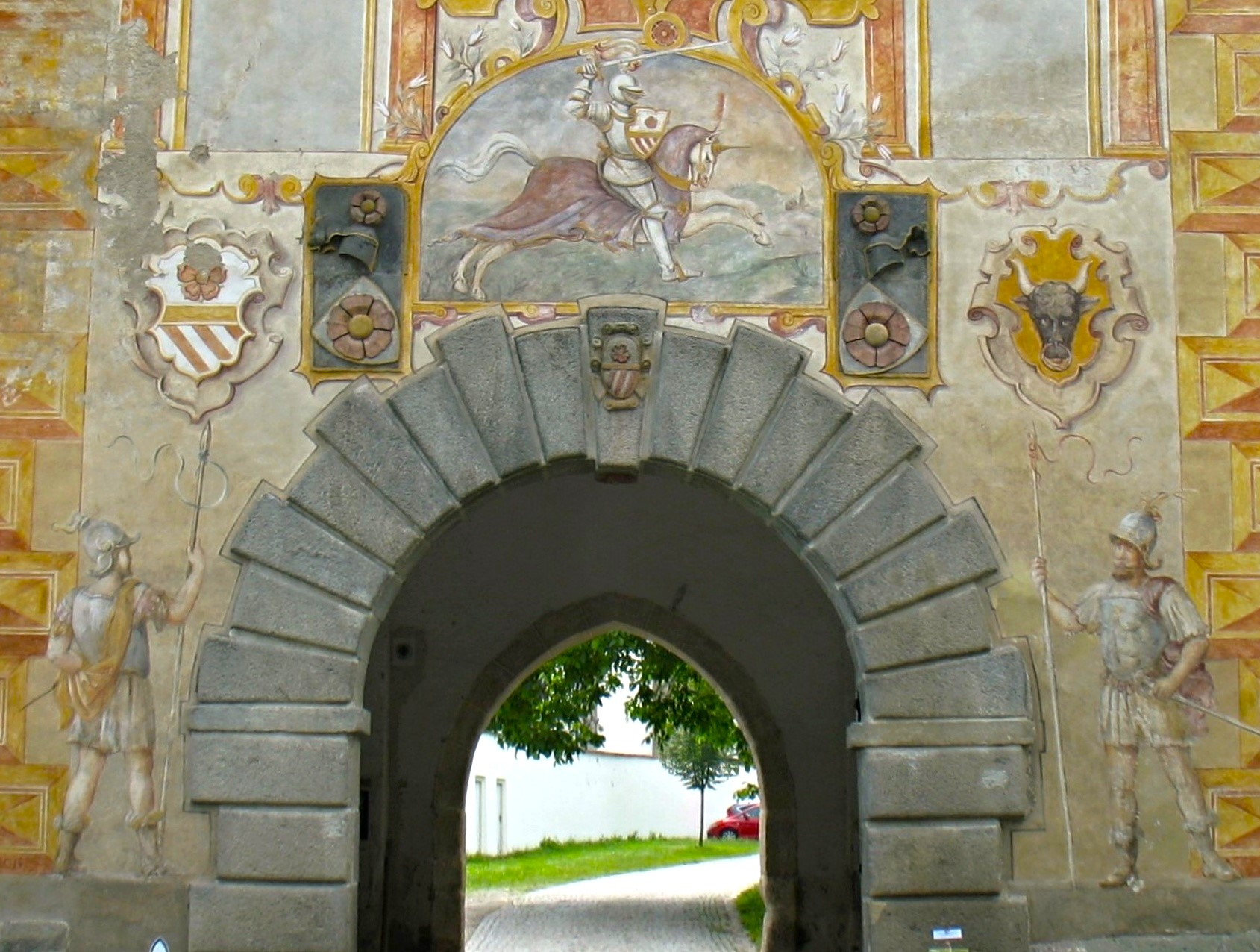
„Rožmberský jezdec“ a erby Rožmberků a Pernštejnů
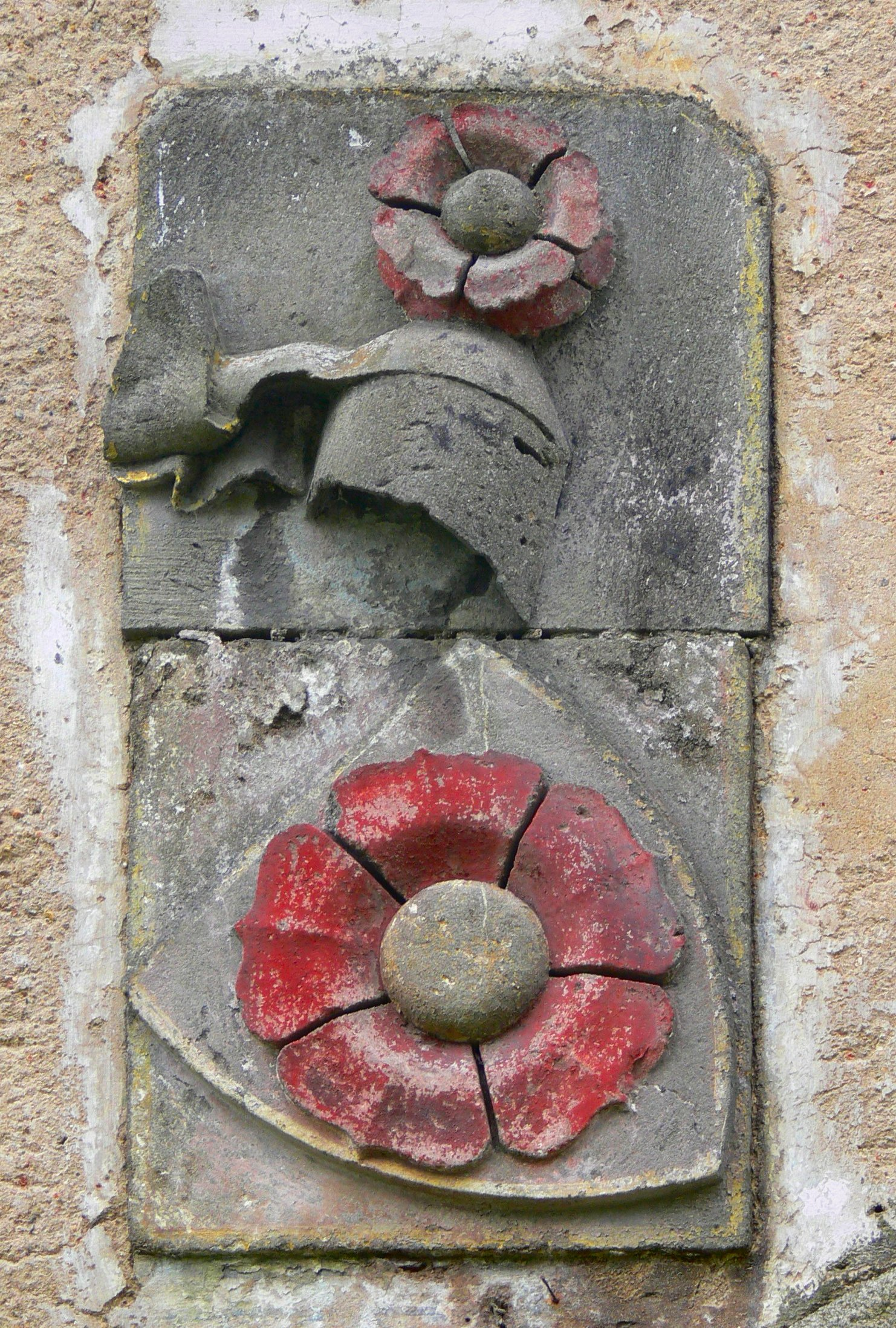
Kamenný rožmberský erb ze 14. století
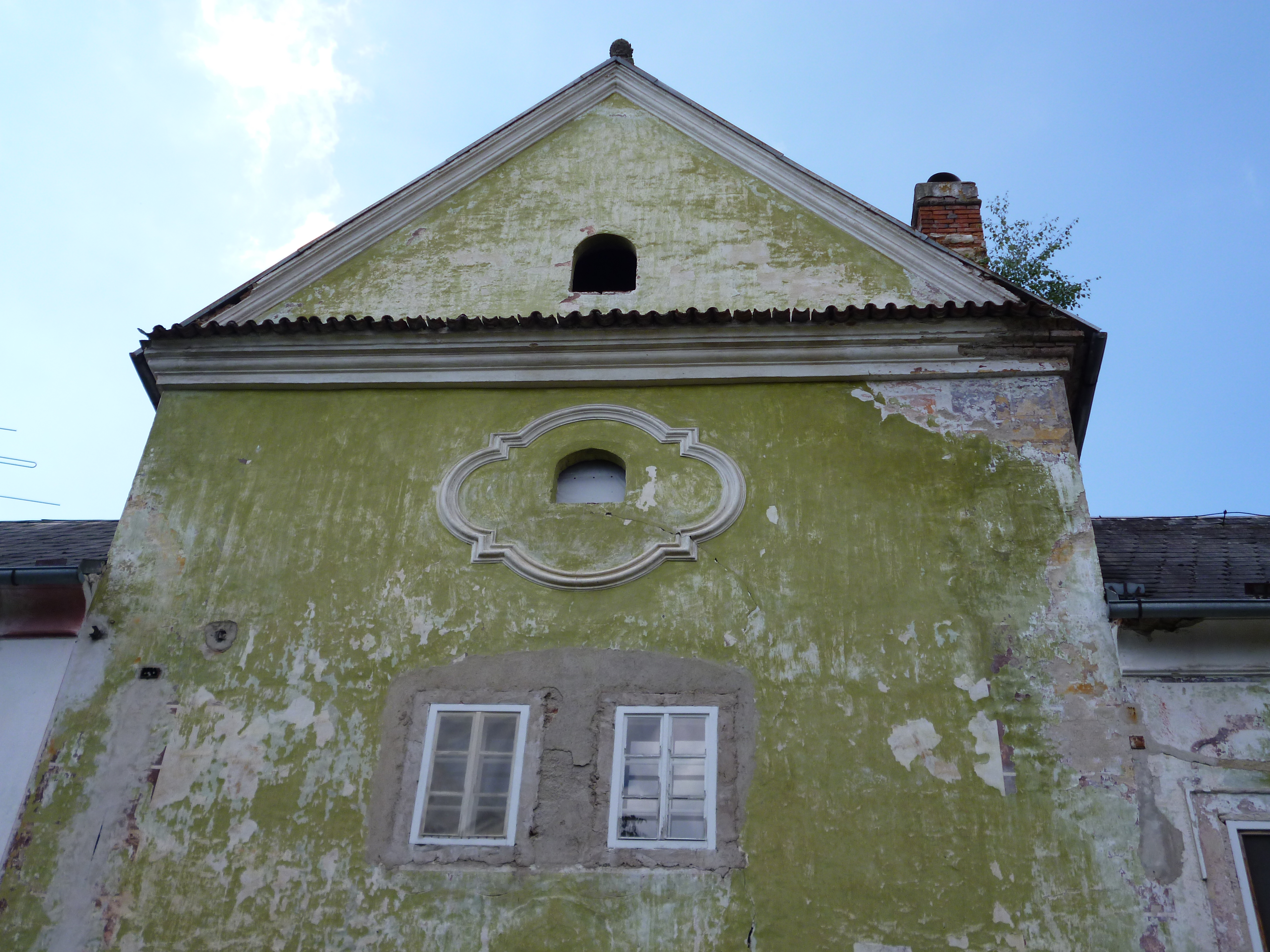
Fasáda před rekonstrukcí
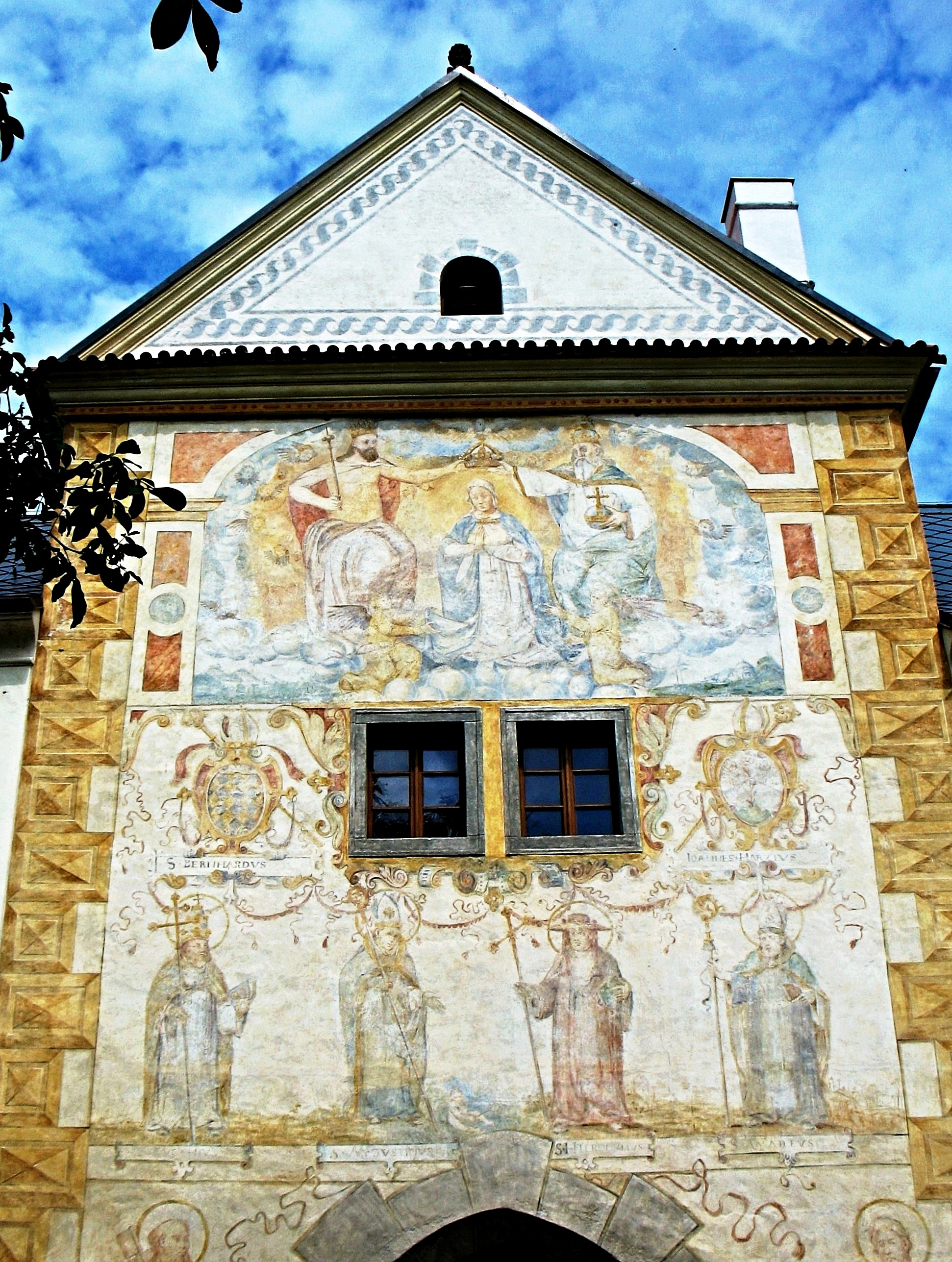
Výzdoba jihovýchodní (vnitřní) fasády
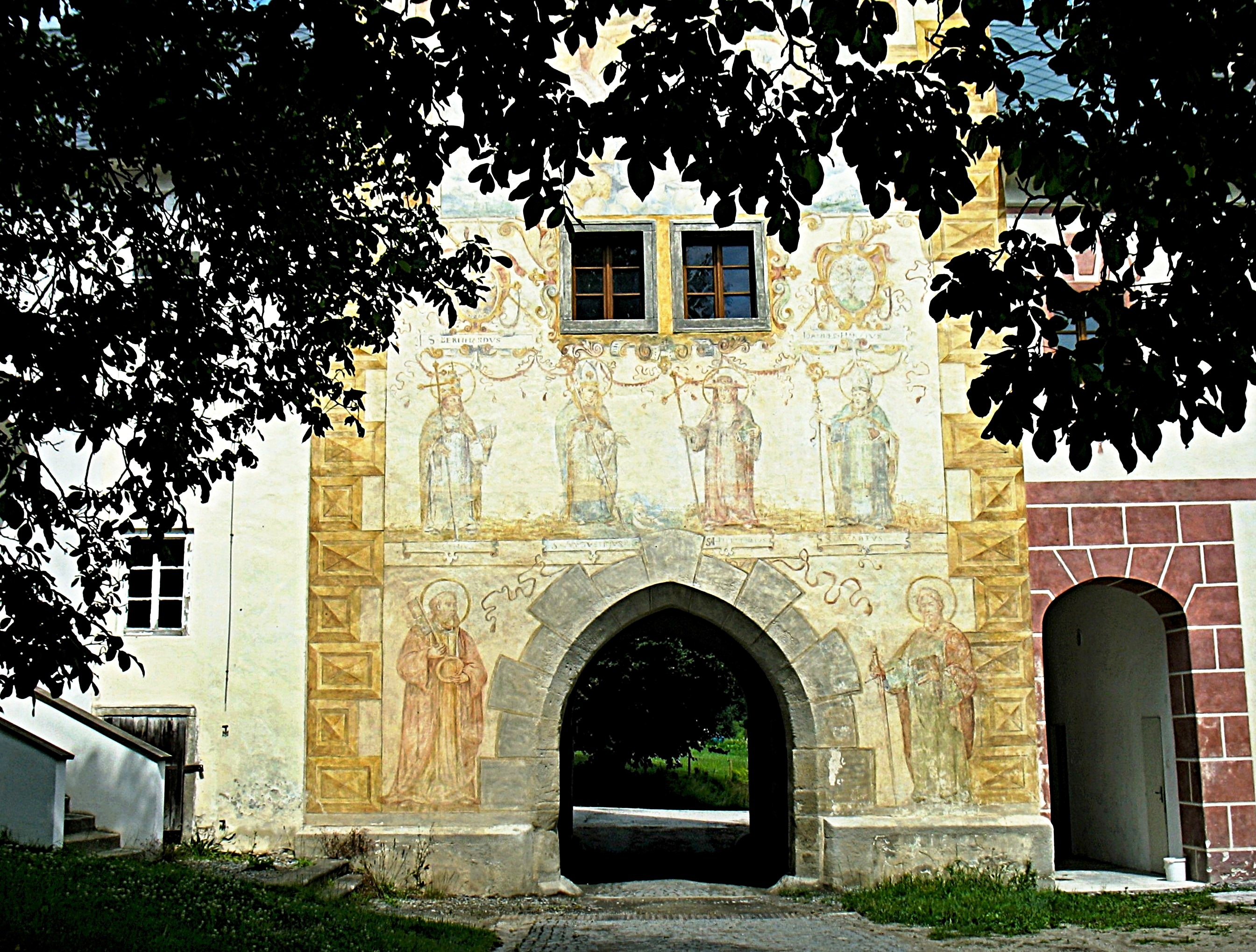
Postavy světců na vnitřní fasádě